# Palazzo Orsini (Monterotondo)
Il palazzo Orsini è un palazzo di Monterotondo in provincia di Roma, situato in piazza Angelo Frammartino, 4.

## Storia
Di antichissima costruzione, trova la sua prima attestazione in un documento del 1286 che sanciva la divisione dei beni già appartenuti a Matteo Rosso Orsini. Sicuramente da quel momento il feudo fu stabilmente di proprietà della famglia Orsini, che originò a Monterotondo una nuova linea. Nel XV secolo essa si divise nei due rami di Jacopo Orsini e di Lorenzo Orsini, che vissero reciprocamente nel settore settentrionale e nel settore meridionale della rocca.
Nella seconda metà del XVI secolo vennero introdotte le decorazioni di gusto rinascimentale, che oggi si conservano al primo piano del corpo di fabbrica rettangolare insistente nella metà del palazzo del ramo di Jacopo Orsini. 
Nel 1626, a causa problemi finanziari, il feudo di Monterotondo venne definitivamente ceduto ai Barberini, che acquisirono necessariamente anche il palazzo. A partire da quella data iniziarono grandi lavori di restauro, forse più ambiziosi di quello che sarà poi il risultato finale, che ebbe l'effetto d'ingabbiare in un unico edificio tutte le preesistenze, tra loro contigue ma non omogenee.
Nel 1699 Monterotondo, insieme al palazzo, fu venduto al marchese Francesco Grillo, seppur con una breve parentesi di proprietà di Federico Borromeo Arese. Dalla famiglia genovese, nel 1814, feudo e palazzo vennero acquistati dai Boncompagni-Ludovisi, che diedero avvio ad un diverso uso degli spazi rispetto al passato, per esempio smantellando il teatro interno fatto costruire dai Grillo.
Dal 1890 Palazzo Orsini è sede dell'Amministrazione Comunale e, a causa dei danni subiti per il terremoto Avezzano-Marsica nel 1915, nei due decenni successivi fu interessato da un generale progetto di restauro firmato da Gustavo Giovannoni.
Durante la seconda guerra mondiale venne più volte occupato, prima dal Regio Esercito Italiano, poi dai nazisti, ed infine dalle Truppe Alleate.

## Aspetto e struttura
Al complesso si accede attraverso due ingressi, di cui il pià antico è quello che si affaccia su Via della Rocca e fa da quinta all'antica Via Mattonata, l'attuale Via Giovagnoli. L'ingresso principale resta invece quello aperto dai restauri barberiniani sul lato orientale e accessibile da Piazza Angelo Frammartino. Entrambi gli ingressi conducono al Cortile Grande, sul cui lato sud-orientale si erge l'alta torre, sicuramente emblema del palazzo e della città. Da notare la duplice decorazione con colonne ottagonali, con stemma Orsini nel lato settentrionale, e con ape Barberini, sul lato meridionale del cortile.
Dal Cortile Grande si raggiunge anche un secondo spazio aperto denominato Cortile del Pozzo, per via di una vera di cisterna in marmo realizzata da una bottega romana nel XVI secolo. L'opera, scomponibile in pezzi, fu lavorata a Roma, quindi trasportata sul Tevere fino a Monterotondo e poi montata all'interno del palazzo.
Al piano nobile numerose solo le iscrizioni sugli architravi delle porte che recitano: "CAROLVS BARBERINVS S(anctae) R(omanae) E(cclesiae) CAP(itanus) GENERALIS ERETI DVX", cioè "CARLO BARBERINI CAPITANO GENERALE DI SANTA ROMANA CHIESA E DUCA DI ERETUM".
Le quattro sale che componevano l'appartamento del corpo di fabbrica nord-orientale conservano ancora un'interessante decorazione ad affresco oltre ad alcuni esempi di soffitto a cassettoni lignei della seconda metà del XVI secolo.

## Itinerario di visita del Piano Nobile

### La Sala dei Palafrenieri e la Cappella dei Barberini
La sala dei Palafrenieri è spoglia degli ornamenti originari eccetto alcune cornici alle porte in travertino con la scritta a Carlo Barberini.
La cappella è sita alla sinistra della sala dei Palafrenieri guardando la porta d'accesso alla sala consiliare. Gli stucchi erano di Simone Lagi rappresentanti paramenti sacri. In questa cappella sono ridondanti gli stemmi dei Barberini e di Carlo Barberini. Sul soffitto vi è un affresco rappresentante una colomba biblica. Sulla parete di fondo, invece, vi è un dipinto di una Sacra Famiglia attribuita al Perin Del Vaga di scuola raffaellesca.

### La Sala Consiliare già Sala Regia
Questa sala anticamente era chiamata sala Regia o sala delle Prospettive per via degli affreschi attribuiti a Michelangelo Ricciolini. Nei restauri gli affreschi e il soffitto a cassettoni vennero staccati dalle pareti e dispersi, di molti di questi però rimangono foto esposte al Gabinetto fotografico nazionale a Roma.
La sala ora viene utilizzata per le assemblee comunali ed a giugno vi trovano posto i saggi musicali dalla vicina Scuola musicale eretina.

### La Stanza dei Paesaggi
Questa è la sala più grande, nonché la prima stanza della segreteria comunale. Il nome della sala è dovuta agli affreschi e non alla veduta dalle finestre, come viene a volte detto. Il soffitto è a cassettoni lignei con decorazioni in oro e, al centro del soffitto, Carlo Barberini fece inserire un suo stemma in legno e oro al posto del preesistente degli Orsini. Nelle pareti vi sono degli affreschi bucolici attribuiti alla tarda età o alla scuola di Paul Brill (Cinquecento).

### La Stanza di Venere e Adone
Anche in questa sala vi è il soffitto a cassettoni. Il nome della sala è dovuta, come per la precedente dagli affreschi, affreschi dipinti da Girolamo Siciolante da Sermoneta negli anni 50 e 60 del XVI secolo. Gli affreschi, che rappresentano la leggenda di Mirra e Adone, sono:
- la violenza di Cinira;
- la nascita di Adone;
- l'amore tra Venere ed Adone;
- la morte di Adone.

Ai lati di ciascun affresco vi sono raffigurate due dee:
- Minerva;
- Venere;
- Efesia;
- Diana.

Questa è anche la seconda sala della segreteria comunale.

### La Stanza con Scene di caccia
Questa stanza, utilizzata anche da Papa Urbano VIII, viene chiamata anche stanzino della soffitta indorata. Si possono notare i rimaneggiamenti dei marchesi del Grillo, tra cui uno stemma sovrapposto a quello dei Barberini. Gli affreschi originali della stanza, comunque, sono di Paul Brill (1581). Le scene di caccia rappresentano cani, falconi, cervi e cinghiali.
Una particolarità degli affreschi è che la firma dell'artista è posta sotto lo scorcio di Monterotondo (firma rappresentata da un monogramma a forma di paio di occhiali, attestando che Paul Brill fu aiutato dal fratello Matteo). Nella parete di fronte alla finestra vi è un affresco di un mare agitato dai venti Zefiro, Borea e Noto e uno scoglio con la scritta Undique firmus. Gli affreschi ai lati della finestra, originari sin dal periodo degli Orsini, vengono attribuite a Taddeo e Federico Zuccari.

### La Galleria
La volta della sala è a botte con un affresco sull'"Allegoria dell'Aurora" con probabile ispirazione dall'omonimo affresco di Pietro da Cortona, mentre l'allegoria del soffitto viene attribuita al Ricciolini, secondo altri autori l'opera va attribuita a Giacinto Calandrucci. In ogni caso, l'opera viene realizzata durante il governo dei del Grillo.
Il paesaggio è un giardino con terrazza con vari personaggi mitologici tra cui Crono o dea Bellona indicante dei ciclopi, alcune divinità indicate da uno dei 2 precedenti dei sono impossibili da riconoscere per via di vari cedimenti dovuti ad infiltrazioni ed al terremoto del 1915. Nella sala trova oggi posto l'ufficio del sindaco.

## Il Museo
Negli ambienti settentrionali del Piano Nobile è ospitato il Museo Archeologico Territoriale di Monterotondo.